# Chaunax nudiventer
Chaunax nudiventer, tên thông thường là cá nóc hòm bụng trần, là một loài cá biển thuộc chi Chaunax trong họ Chaunacidae. Loài này được mô tả lần đầu tiên vào năm 2010.

## Danh pháp khoa học
Danh pháp khoa học của loài cá này, nudiventer, được ghép từ 2 âm tiết trong tiếng Latinh: nudus có nghĩa là "trần trụi", còn venter có nghĩa là "bụng", ám chỉ đến vùng bụng trắng trơn của nó.

## Phân bố và môi trường sống
C. nudiventer có phạm vi phân bố ở vùng biển Tây Nam Thái Bình Dương. Loài này được thu thập xung quanh New Caledonia, ngoài khơi phía bắc New Zealand, ngoài khơi đảo Maria (thuộc bang Tasmania, Úc) và dọc theo rặng núi ngầm Lord Howe. Chúng được tìm thấy ở độ sâu khoảng từ 512 đến 1200 m.

## Mô tả
Chiều dài tối đa được ghi nhận ở C. nudiventer có kích thước khoảng 16,6 cm. Màu sắc của các mẫu vật khi còn sống: màu đỏ tươi với các đốm màu đỏ thẫm trên phần lưng của nó. Vùng bụng màu trắng. Có nhiều gai mảnh bao phủ khắp cơ thể. Khi được bảo quản trong rượu, các đốm màu đỏ trên cơ thể chuyển sang màu xám, và màu sắc cơ thể chuyển thành màu trắng kem.
Số gai ở vây lưng: 3; Số tia vây mềm ở vây lưng: 10 – 11 (tia thứ nhất ngắn nhất); Số gai ở vây hậu môn: 0; Số tia vây mềm ở vây hậu môn: 6 (tia thứ nhất ngắn nhất); Số tia vây mềm ở vây ngực: 13 – 14 (tia thứ 4 hoặc 5 thường dài nhất); Số tia vây mềm ở vây đuôi: 9.